# Torneo Río-São Paulo
El Torneo Rio-São Paulo fue un torneo de fútbol brasileño de carácter interestadual disputado por clubes de los estados de Río de Janeiro y São Paulo. Fue jugado por primera vez en 1933, sin embargo, solo comenzó a ser disputado anualmente a partir de 1950. En 1967 el universo de clubes del campeonato fue ampliado, integrando equipos de otros estados, siendo entonces creado el Torneo Roberto Gomes Pedrosa, antecedente del Campeonato Brasileño. Una nueva versión del Torneo Rio-São Paulo comenzó a disputarse en la década de 1990, siendo su última edición en el año 2002.

## Campeones
| Año  | Campeón                                   | Subcampeón             |
| 1933 | Palestra Itália                           | São Paulo              |
| 1950 | Corinthians                               | Vasco da Gama          |
| 1951 | Palmeiras                                 | Corinthians            |
| 1952 | Portuguesa                                | Vasco da Gama          |
| 1953 | Corinthians                               | Vasco da Gama          |
| 1954 | Corinthians                               | Fluminense             |
| 1955 | Portuguesa                                | Palmeiras              |
| 1957 | Fluminense                                | Vasco da Gama Flamengo |
| 1958 | Vasco da Gama                             | Flamengo               |
| 1959 | Santos                                    | Vasco da Gama          |
| 1960 | Fluminense                                | Botafogo               |
| 1961 | Flamengo                                  | Botafogo               |
| 1962 | Botafogo                                  | São Paulo              |
| 1963 | Santos                                    | Corinthians            |
| 1964 | Botafogo Santos                           | -                      |
| 1965 | Palmeiras                                 | Botafogo               |
| 1966 | Botafogo Corinthians Santos Vasco da Gama | -                      |
| 1993 | Palmeiras                                 | Corinthians            |
| 1997 | Santos                                    | Flamengo               |
| 1998 | Botafogo                                  | São Paulo              |
| 1999 | Vasco da Gama                             | Santos                 |
| 2000 | Palmeiras                                 | Vasco da Gama          |
| 2001 | São Paulo                                 | Botafogo               |
| 2002 | Corinthians                               | São Paulo              |

(1) En 1940 se disputó el torneo pero fue interrumpido con Fluminense y Flamengo a la cabeza, sin que la CBD hiciera oficial el título de la competición. Ambos clubes lo contabilizan dentro de su palmarés personal.
(2) En 1957 Vasco da Gama y Flamengo igualaron en puntos, al no existir un criterio de desempate, el subcampeonato fue compartido por ambos clubes.
(3) En 1964 Botafogo y Santos igualaron en puntos, el título se definiría por el mejor de una serie de 3 partidos, pero sólo se pudo jugar el primer partido por falta de fechas y ambos clubes acordaron compartir el título.
(4) En 1966 Botafogo, Corinthians, Santos y Vasco da Gama igualaron en puntos, al no existir un criterio de desempate se jugaría un cuadrangular para definir el título pero debido a la preparación de la selección brasileña para la Copa Mundial 1966, la CBD declaró campeones a los cuatro clubes.

## Títulos por club
| Club          | Títulos | Subcampeonatos | Años campeón                 | Años subcampeón                    |
| ------------- | ------- | -------------- | ---------------------------- | ---------------------------------- |
| Corinthians   | 5       | 3              | 1950, 1953, 1954, 1966, 2002 | 1951, 1963, 1993                   |
| Palmeiras     | 5       | 1              | 1933, 1951, 1965, 1993, 2000 | 1955                               |
| Santos        | 5       | 1              | 1959, 1963, 1964, 1966, 1997 | 1999                               |
| Botafogo      | 4       | 4              | 1962, 1964, 1966, 1998       | 1960, 1961, 1965, 2001             |
| Vasco da Gama | 3       | 6              | 1958, 1966, 1999             | 1950, 1952, 1953, 1957, 1959, 2000 |
| Fluminense    | 2       | 1              | 1957, 1960                   | 1954                               |
| Portuguesa    | 2       | 0              | 1952, 1955                   |                                    |
| São Paulo     | 1       | 4              | 2001                         | 1933, 1962, 1998, 2002             |
| Flamengo      | 1       | 3              | 1961                         | 1957, 1958, 1997                   |

## Títulos por estado
| Estado         | Títulos |
| -------------- | ------- |
| São Paulo      | 18      |
| Río de Janeiro | 10      |